# 言論出版妨害事件
言論出版妨害事件（げんろんしゅっぱんぼうがいじけん）は、1960年代末から1970年代にかけて日本で発生した、宗教法人・創価学会と同団体を支持母体とする政党・公明党が自らに批判的な書籍の出版、流通を阻止するために著者、出版社、取次店、書店等に圧力をかけて妨害した事件。
憲法に保障された言論の自由及び出版の自由を侵害するものだとして創価学会・公明党が激しい社会的批判にさらされると共に、創価学会・公明党の密接な関係が政教分離原則の観点から問題視された。1970年（昭和45年）、創価学会会長（後に名誉会長）の池田大作が「言論妨害の意図はなかった」としながらも公式に謝罪し、創価学会・公明党の問題点を改善することを公約した。
言論・出版妨害問題ともいわれる。
また近年、CIAがこれに関与していたという内容が公開された（詳細は後述）

## 概要
1969年（昭和44年）、明治大学教授で政治評論家の藤原弘達が創価学会・公明党を批判した著書『創価学会を斬る』 を出版することを計画。出版予告が出ると間もなく、藤原や出版元の「日新報道」社に対して電話や手紙で抗議がなされ、直後に予定されていた衆議院選挙への悪影響を考えた公明党幹部の東京都議会議員・藤原行正や学会の言論部門トップだった聖教新聞社主幹・秋谷栄之助（後に学会第5代会長）が、藤原や日新報道に本来あるべき取材がないことを抗議し、資料の提供を提案し、書き直しや出版の中止などを要求した が拒否されたため、公明党中央執行委員長・竹入義勝が自民党幹事長・田中角栄に事態の収拾を依頼した。角栄も藤原弘達に出版の中止や書き直しを求めた他、「初版分は全部買い取る」などの条件までつけて働きかけたが、藤原の出版の決意を変えることはできなかった。
『創価学会を斬る』が同年11月10日に出版されると、今度は聖教新聞社、潮出版社などの創価学会系列の出版関係者や創価学会員などが取次ぎ店や全国の書店を回り、藤原の本を返本するよう、扱わないようにと働きかけた。各書店からの大量の返本が相次いだこともあり、大手取次店が全国への配本を断り、一般紙や電車内の中吊り広告も、掲載の予定が一転して断られることになった。出版社から直接取り寄せた書店の多くも脅迫や嫌がらせを受けた。過去にも出版に対する妨害は他でもあったが、流通過程にまで介入したのは出版史上初めての事であった。
創価学会に対する批判をタブー視していたマスコミがこの問題を取り上げなかった 中、日本共産党は、所属議員が NHKでの公明党との討論会で出版妨害の事実があったことを告発、機関紙『赤旗』（現「しんぶん赤旗」）紙上で、角栄から介入を受けたという藤原の告発を掲載するなど、この問題を先駆けて追及した。 それに対して創価学会・公明党側は「事実無根」だとして、その関与を全面否定した。一方、田中は公明党の依頼ではなく、「つぶやきを聞いて、おせっかいを焼いた」と、自発的だとしながらも、関与したこと自体は認めた。
共産党の報道をきっかけに、他のマスコミも創価学会・公明党を批判的に報じるようになった。この問題は1969年から1970年の国会で取り上げられ、出版を阻止するための組織的と見られる行為があったこと、公明党の幹部らが働きかけたこと、藤原以外にも批判本を書いたために出版に対する妨害を受けたとする著者が多数いたことなど、問題の詳細が明らかにされて行った。また創価学会・公明党関係者だけでなく、与党の幹事長という大きな権力を持つ立場にある角栄までが介入していたことはこの問題をより大きくした。幹事長の関与で、自民党自身にも責任が及びかねないこともあってか、当時の政府（佐藤内閣）はこの問題の真相究明に関して消極的な姿勢に終始した。
この事件を機に、宗教団体である創価学会と政党である公明党の関係が日本国憲法に明記されている「政教分離」に反する問題として論じられた。野党から真相究明のため、創価学会会長・池田大作をはじめ関係者の証人喚問を要請する声が上がった。しかし、自民党、公明党の反対で国会の場では実現しなかったため、野党の有志議員が妨害を受けたとする著者や出版関係者らを議員集会に招いて、証言を聴いた。そうした中で、出版業界の関係団体からも創価学会・公明党の言論妨害を非難する声明がいくつも上がり、「言論の自由」や「出版の自由」を守れという世論が高まり、多くの知識人・文化人もこの問題に対して声を挙げ、真相究明、問題の解決に取り組んだ。
1970年（昭和45年）1月、細川隆一郎とTBSは創価学会に対する一方的な批判報道ばかりでは中立性を欠き良くない。創価学会にも弁明の機会を与えようと時事放談に池田大作の出演を打診。池田側も了承したが、池田は直前に出演を取りやめた。
このような社会的批判の高まりと、政治的追及が創価学会と公明党の「政教一致」問題にまで及ぶに至り、池田は1970年（昭和45年）5月3日に創価学会本部総会で、「『正しく理解してほしい』という極めて単純な動機から発したものであり個人の熱情からの交渉であった」、「言論妨害というような陰湿な意図は全くなかった」と弁明しながらも、「名誉を守るためとはいえこれまでは批判に対してあまりにも神経過敏にすぎた体質がありそれが寛容さを欠きわざわざ社会と断絶を作ってしまったことも認めなければならない」「いかなる理由や言い分があったにせよ関係者をはじめ国民の皆さんに多大のご迷惑をおかけしたことを率直にお詫び申し上げるものであります」と謝罪し、「今後は二度と同じ轍（てつ）を踏んではならぬと猛省したい」、「もしでき得ればいつの日か関係者の方におわびしたい」 と反省の意を示した。

そして、それまでの方針を一大転換し、日蓮正宗の国教化を目指しているとして問題視されていた「国立戒壇」（国会の議決で日蓮正宗の戒壇を作る）という表現をこれからは使わない、国会の議決を目標にしないとし、政教分離の点で批判の強かった創価学会と公明党を制度上、明確に分離すること、創価学会の「非民主的体質」を改めることなどを公約した。公明党は党の綱領から「王仏冥合」「仏法民主主義」などの宗教用語を削除して宗教色を薄めた。この時、学会の新たな方針を「蓮祖大聖人の御遺命に背く」と激しく非難し鋭く対立したのが、浅井甚兵衛・昭衛親子率いる妙信講（現・冨士大石寺顕正会）である。

同時に、学会が第2代会長戸田城聖の就任直後から20年に渡って続けてきた折伏大行進と呼ばれる急激な会員拡張路線に終止符が打たれ、以後は既存学会員世帯に残る未入会家族の折伏や新たに生まれた子供の教育といった「信者の再生産」に重点が置かれると共に、学会に新規入会を希望する人への審査が非常に厳しくなった。

これまで敵対して来た日本共産党に対しても、「共産党の攻撃への防衛のため反撃せざるを得なかった」、「泥仕合は出来るだけ避けたい」、「我々はかたくなな反共主義を掲げるものではない」と対決姿勢を取らないことも一度は明言。後に結ばれる『創共協定』への伏線を敷く結果となった。
この問題が明らかになったことで、内藤国夫の『公明党の素顔』、隈部大蔵の『創価学会・公明党の解明』など、同様の妨害を受けていたとされる他の著作も日の目を見ることになった。結果的に『創価学会を斬る』は世間の注目を集め、100万部以上を売るベストセラーとなった。一方で、評論家の大宅壮一やジャーナリストの大森実は藤原が角栄と面会したことや、選挙直前に出版したことなどを批判した。

## 事件の経過
1965年（昭和40年）
- ジャーナリストの梶山季之が婦人生活に『小説・創価学会』を連載すると、梶山に抗議の投書が殺到する。雑誌編集長が嫌がらせを苦に失踪し、連載は途中で打ち切られる。

1967年（昭和42年）
- 大正大学教授の竹中信常（宗教学）が『創価学会』（労働法学出版）を出版する前の校正段階の時期に、創価学会渉外局長の山崎尚見からゲラを見せるように要求され、提出する。約1ヶ月後に山崎は「創価学会を正しく書いていない」として、「こちらが朱を入れて校正した通りに直して出版すれば、名誉毀損で訴えることはしない」と圧力を加える。これにより出版が2ヶ月遅れる。
- 10月1日、公明党副書記長で東京都議会議員の龍年光が、元創価学会会員の植村左内（ペンネーム）が「新日本宗教団体連合会」（新宗連）の機関紙『新宗教新聞』紙上に連載していた内部告発記事を単行本『これが創価学会だ―元学会幹部43人の告白』（しなの出版社）として出版することを知った。龍は、公明党参議院議員の辻武寿と二人で自民党本部に出向き、自民党の組織委員長の辻寛一と面談する。辻寛一は「福田赳夫幹事長とも相談して、自民党員の誰がやっているかを調査し回答する」と述べる[※ 13][15]。
- 10月3日 池田大作、竹入義勝の連名で『これが創価学会だ』に対する出版禁止仮処分[※ 14] を東京地方裁判所に申請する。
- 10月10日付で『これが創価学会だ―元学会幹部43人の告白』（しなの出版社）が刊行。
- 10月13日、東京地裁は「本もできていないのに、禁止はできない」として「仮処分申請には理由がない」として却下[16]。
- 池田大作、竹入義勝両名は『これが創価学会だ』が名誉毀損に当たるとして民事訴訟を提訴。『これが創価学会だ』が「新宗連」の機関紙上で連載されていたことから、同書の出版を仕掛けたとして「新宗連」理事長（当時）で 立正佼成会会長（当時）の庭野日敬を警視庁に告訴。警視庁は庭野に出頭を求める。
- 立正佼成会が、出版された『これが創価学会だ』を約10万冊購入し、新宗連を初め、関係先へ配布[17]。
- 庭野は「社団法人宗教センター」理事長で日本大学会頭の古田重二良からの、立正佼成会が、自らの手で『これが創価学会だ』の本を破棄することで、創価学会と立正佼成会の『布教戦争』を一時停戦したらどうかとの提案を受け入れ、古田会頭の仲介で、北條浩副委員長と面談し、双方の間で示談が成立。
- 『これが創価学会だ』のほとんどを回収し、日本大学の校庭で創価学会・公明党の立会いのもと、著者植村の所持したものを含めて10万5千38冊が廃棄される。公明党の矢野元書記長は『これが創価学会だ』という本を日本大学で焼いたということについて、「公明党は全く関知していない」と語ったが、裁判所へ提出された訴えの取り下げの理由の中には「この本の発行済み全部の回収に努力した結果、各被告ら（植村左内）の所持したものを含めて十万五千三十八冊の廃棄処分を原告らの確認のもとに完了した。」と書かれている。[※ 15]。「しなの出版社」が東京地方裁判所に出し答弁書によれば、自民党幹事長（当時）の福田赳夫と賀屋興宣が古田日大会頭と共に参与したとされるが、福田は国会で「直接にも間接にも関係していない」と関与を否定した。[18]「しなの出版」は古田会頭を介して、著者、植村左内に無断で同書の印刷紙型や未製本分を含むすべてを創価学会、公明党に引き渡し、同書の出版権を放棄する[15]。

1968年（昭和43年）
- 1月 脅迫電話が頻繁にかかっていた植村左内は、古田会頭の要求で、「今後、創価学会の批判本は書かない」という誓約書を書く。当時の内閣法制局長官は、「自己の自由意思により第三者との間に将来一定の内容の著作物は出版しない旨を約束することは国法上、一概に違法とは言えず、民法の規定にある『公序良俗に反する契約』、『法律行為の無効』に当たるかどうか、約束（契約）の内容次第による」旨の答弁をした。
- 『これが創価学会だ』が無償で廃棄されたこと、植村左内が創価学会の批判本は書かないと一筆を書いたことを理由に池田、竹入は植村に対する訴訟を取り下げる。後に植村は別の出版社から『これが創価学会だ』を出版する。
- 2月 西日本新聞東京支社の論説委員の隈部大蔵[※ 16]が「隅田洋」のペンネームで『日蓮正宗・創価学会・公明党の破滅』（東北出版）の出版を計画する。普通の印刷をすれば創価学会側に知られるので、個人宅で写真植字を行ない、北九州市の「日進印刷」で印刷に入る段階で創価学会側に知られ、版元を選挙区とする文部大臣剱木亨弘から出版中止を要求されるなど、様々な圧力が加えられる。出版元の社長が古田会頭の強硬な要請に屈し、出版前に本の内容を見せる。社長は出版社に正体不明の者から、「暴力団を向けるぞ」と脅迫され、暴力団風の男が身辺につきまとうようになるなど、周囲からの圧力でノイローゼ状態に陥った[7] ことなどから初版は出版されず絶版となる。後に出版社も印刷所も倒産した（この本の出版契約書には市販できない場合についての異例の記載があった）[5]。
- 9月11日 隈部大蔵は連日面会を求められていた公明党副委員長（当時）の北條浩と東京赤坂のプリンスホテルで面会。北條は、ペンネーム隅田洋が隈部であることを突き止めたこと、第2の出版を用意していることを調査で突きとめたこと、創価学会への批判はゆるさないこと、などを述べた。後に隈部大蔵は北條浩が「創価学会、公明党を批判するものに対しては、創価学会という象は、アリの一匹といえども、全力をもって踏みつぶす」と言ったとされるが、創価学会はそれを否定している。隈部は身辺や家族への危害、会社での地位の変化などを恐れ、出版社との最終的な契約もできなかったこともあり、密かに進めていた『現代のさまよえる魂――釈尊と邪教の対話』の出版を断念[21]。

1969年（昭和44年）
- 1月 東京都庁担当の毎日新聞記者の内藤国夫が「三一書房」からの執筆依頼を引き受け、『公明党の素顔』の執筆を始める。
- 東京都庁や毎日新聞社からも異議を唱えられる。当時の毎日新聞の社会部長も原稿を読み、内容に異を唱える。内藤は意を汲んで書き直したが、「三一書房」は出版を見合わせてしまう。社内の承認を得て、創業して間もない「エール出版社」を出版元に選び、極秘裏に出版準備を進めるが、印刷工程でゲラが創価学会側に渡る。
- 3月 内藤が竹入委員長に呼び出され、30数箇所の書き換えや削除を要求される[22]。
- 『公明党の素顔』の小さい広告が『毎日新聞』などに掲載されると、新聞社の編集の首脳部が、北條浩 公明党副委員長（当時）から「あれだけお願いしたにもかかわらず、内藤の出版を押え切れなかったばかりか、こうやって広告を載せるとはわが党に敵対するつもりなのか」などと電話で抗議を受ける[5]。
- 日本船舶振興会会長で、「国際勝共連合」名誉会長の笹川良一が「公明党に前に一度恩を受けている」、「本を全部買い取りたい」と買収を持ちかける。
- 5月「エール出版社」に創価学会・公明党の幹部らが働きかけるが、『公明党の素顔』は出版されるものの取次店から委託の扱いを拒否され、広告掲載も断られるようになり、小売店に宣伝して注文をとるという方法で、僅かな部数だけが出版される[23]。また『公明党の素顔』を出版した「エール出版社」が事務所の追い立てを食らう。
- 8月 民社党の塚本三郎が自身の著作『公明党を折伏しよう』(名南経済振興会)の原稿を名古屋市の印刷会社に手渡すが、工場内に創価学会員が3名ほどいたことから、内容が漏れ、数日後、公明党の責任者から民社党の責任者に出版を中止するよう要請がなされる。取り扱いを依頼したある出版社は、創価学会の批判書を扱うと、今まで年間数千万円の利益を得ている創価学会系の書籍を扱えなくなるとして取り扱いを断る[8]。

### 『創価学会を斬る』の出版
- 8月末 藤原弘達の著作『創価学会を斬る』の出版予告が電車内の中吊り広告に掲載された直後から、出版元の「日新報道」社に抗議や脅迫の電話や手紙等が多数寄せられる。藤原弘達への手紙や電話等による嫌がらせや脅迫が始まる。藤原は身の安全を図るため、都内のホテルを転々として出版に向け執筆を続け藤原弘達の妻によれば、「段ボール箱に3 箱以上も投書が来たり、警察が子供に警備をつけなくてはならないほど脅迫が相次いだ」という。[24]。
- 8月31日公明党の中央幹部会員である藤原行正東京都議が、藤原弘達の自宅を訪ね、出版の取りやめ等の要請（「出版の中止」、「題名の変更」、「出版時期の延期」、「池田大作会長に言及しない」）をするが、藤原弘達は憲法が保障している言論・出版の自由に反する圧力だと拒否。
- 9月4日 藤原行正が、出版元の「日新報道」関係者をヒルトン・ホテル（後のキャピトル東急ホテル）に呼び出し、藤原弘達に行ったのと同様な要請をするが、「日新報道」側は全面的に拒否。
- 9月14日 藤原行正が「聖教新聞社」主幹（当時）の秋谷栄之助と共に藤原弘達の自宅を訪ね、出版の中止を申し入れるが、拒否される。藤原弘達はこの時の会話をテープに録音。この後に創価学会に反旗を翻し自著『池田大作の素顔』（講談社1989年）でも「言論弾圧だ、と大騒ぎされるほどの言葉を口にした覚えはない」、「遠回しで温和な発言に終始した」と述べている。
- 秋 隈部大蔵が東京都内で、公明党や創価学会員がいないと思われる業者を探し歩き、家内工業のような、2、3人でやっている店に頼み、『創価学会・公明党の解明』（展望社）をペンネーム“福島泰照”名義で出版するが、これも取り次ぎ店で扱いを拒否される[5]。
- 9月19日 藤原行正が再び日新報道側を、ホテルオークラに呼び、出版前に原稿を見せるよう要求する。また、出版しなければ、より有利な仕事を提供するなどと利益誘導もしたが、拒否される。創価学会が、自前で印刷所を持たず、新聞社を初めとするメディアの系列の印刷所に『聖教新聞』を初めとする創価学会系のマスメディアの印刷を委託していることは、批判を封じ、礼賛記事を書かせる戦略だと見られることもある。[25]
- 10月4日 自民党の田中角栄幹事長が、藤原弘達に電話をし、公明党竹入委員長からの依頼だとして出版中止の要請をする。
- 10月15日 自民党の田中角栄は公明党の矢野絢也と竹入義勝から調停を頼まれ、藤原弘達を赤坂の料亭に招き、仲介の労をとったが、結果は破談だった。この時、矢野と竹入は、隣の部屋で控えていたという。[26]。
- 10月23日 藤原弘達は料亭で再び田中角栄と面談。藤原は初版10万部だけ出すが裏取引は一切しないと宣言。田中は藤原を説得できず、「これ以上、交渉はしない」とあきらめる。
- 藤原弘達は、本の推薦文を以前から度々引き受けてくれていた評論家仲間の大宅壮一に頼み、快諾されるが、翌日になり、「こんな本の推薦はできん」と断わられる。
- 10月末 『創価学会を斬る』が予定を早めて出版される。
- 全国の書店、取次店に同書が市場に出回らないよう様々な働きかけがなされる。田中との交渉中には止んでいた藤原弘達への嫌がらせや脅迫が再開する。藤原は自身や家族の身の危険を感じ、警察に相談し、自宅の電話を録音するようにしてもらう。「日新報道」関係者も尾行されるようになる[27]。また大手取次店のほとんどが、『創価学会を斬る』の新刊委託扱いを断わってきたため、社員たちは本を持参し、全国の書店に置いてもらうよう交渉して回る。新聞広告なども断られたため、2台の宣伝力―で、藤原の声による広告を流しながら都内を回る。
- 11月 隈部大蔵が出版を妨害された過去の2冊の弔いの書として、第3弾の『創価学会・公明党の解明』を極秘に印刷して、完成するが、翌1970年の3月上旬まで新刊委託扱いはされなかった[12]。
- 11月4日 藤原弘達の『創価学会を斬る』を印刷していた印刷所に出版元の皆川編集長の名前を騙った男が現れ、同本の98ページ（池田大作に関する批判が書かれていた）の刷りが悪いとして刷り直しを命じるという事件が起こる[7]
- 11月18日 佐藤栄作総理が藤原弘達に対し、秘書官の電話を通じて「よくぞ勇気ある本を出された。夫人ともどもに読んで[※ 17][6] 大変に感動した。これからも頑張ってください」というメッセージを届ける。(『文藝春秋』1970年3月号での藤原弘達談、佐藤首相は国会でその事実を否定)佐藤総理は国会で「印刷するまでのいろんないきさつを書いた前書きを読んで、よくこういう本が出たものだと言ったことを、藤原と高校からの同窓であった秘書官が伝えたのを、『総理が藤原を勇気づけた』というように、針小棒大に報じられた」という旨を語った[28][29]。
- 11月19日 『創価学会を斬る』の推薦文を引き受けた評論家の小汀利得が自身の番組、TBSの『時事放談』で、藤原が圧力に屈せず、出版したことに対し、「思い切ったことをやってくれた」と賞賛したことから本に対する反響が大きくなる。

### 事件が公になる
- 12月13日 NHKの選挙特集『日本の進路』という公明党と共産党の討論番組で、日本共産党（政治・外交政策委員会副委員長）の松本善明議員が、創価学会、公明党が『創価学会を斬る』や『公明党の素顔』などの出版を妨害したと告発したが、公明党の正木良明（当時大阪5区から立候補）は「すべてウソです」と全面否定。
- 12月17日 公明党の否定に憤慨した藤原弘達が、著書では名前を伏せていた介入を受けた大物政治家は田中幹事長であることを日本共産党の機関紙『赤旗』（「公明党 言論・出版に悪質な圧力 田中（自民）幹事長を仲介に」）紙上で公表する。
- 12月19日 『赤旗』が「広告・書店に次つぎ脅迫、日新報道・皆川編集長が語る怪事実」と題する記事を掲載。
- 12月23日 ロシア文学者の草鹿外吉が代表世話人を務める「言論・出版の自由に関する懇談会」が「憲法第21条で保障されている『言論、出版その他一切の表現の自由』を侵す行為を断じて許すことができません」との声明を発表。年末年始には333名の文化人・知識人が参加する。その後「言論・出版の自由に関するシンポジウム」を開催。公明党に公開質問状を提出する。
- 12月27日 「第32回衆議院議員総選挙」で、公明党は解散時の25議席から22議席増の47議席を獲得し、野党第2党に躍進する。自民党は圧勝して288議席になり、保守系無所属を加えて300人の保守単独政権を継続。野党第一党の社会党は44人を落として惨敗し90議席に落ち込んだ。民社党は31議席と横ばいで公明党に第三党の座を奪われた。共産党は2ケタに達し14議席となった[30]。

1970年（昭和45年）
- 1月2日 池田大作が創価学会に副会長制を設けることや公明党との関係を明確にすることなどを提言。創価学会に副会長制を導入し、北条浩・秋谷栄之助・森田一哉の3名が就任し、竹入・矢野両名は学会の役職（総務）を辞任
- 1月5日 公明党の竹入委員長との矢野絢也 書記長（当時）が記者会見。 竹入は「私と矢野書記長を含めて、出版会社に出版のとりやめを依頼した覚えはない」、「自民党の実力者を通じて出版を取り止めるよう依頼した事実はない」と述べ、矢野は「事実無根としか言いようがない。それを一方的に事実というのなら、立証責任は向うにある」などと出版妨害の事実を全面否定した。
- 1月6日 竹入委員長が、『毎日新聞』で「出版妨害や自身が自民党の実力者に依頼した事実はない」とし、「藤原を告訴するつもりは当面ない」旨を述べる。同日付けの『毎日新聞』で自民党の田中角栄幹事長も「藤原と話し合いはしたが、公明党から頼まれた事実はない」旨を述べる。
- 1月11日 公明党国対委員長（当時）の渡部一郎が、創価学会の学生部幹部会において、言論出版妨事件を「馬鹿馬鹿しい話」と否定。TBSの対談番組『時事放談』で、政治評論家の細川隆元が「公明党はナチスに通ずる」と批判。細川と小汀利得の対談に池田大作を迎える特別企画が組まれるが、池田は、体調不良で多忙という理由で欠席。池田は後に学会の批判本を賞賛した小汀が対談相手の一人と知り出演を見合わせた旨のコメントをしている。
- 1月16日 矢野書記長が記者会見で、妨害の事実は否定しながらも、内藤国夫の『公明党の素顔』の出版前にゲラ刷りを入手した事実を認め、物議を醸す。

### 新聞での批判が始まる
- 1月18日 『毎日新聞』が社説で、「野党第2党に躍進した公明党の責任は重い」とし、「批判は封殺するというような態度はとるべきではない」と批判する。
- 1月22日 「言論出版の自由に関する懇談会」の記者会見において、渡部国対委員長の講演の全文が発表され、翌日の『赤旗』紙に掲載される。問題を追及する野党を「薄ら馬鹿ども」などと罵る暴言を吐いたことが批判を招く。
- 1月27日 渡部国対委員長が「学生部幹部会での講演内容に穏当を欠くところがあった」として国対委員長を引責辞任する。
- 2月3日 『朝日新聞』が「公明党は徹底的に体質を改めよ」と題する社説を掲載。
- 2月4日 『読売新聞』が「公明党の抜本的体質改善を」との社説。
- 2月5日 『毎日新聞』が「公明党の体質改善に望む」との社説。

### 国会で取り上げられる
- 2月18日 国会で日本共産党の米原昶議員が、佐藤栄作首相にこの問題を国会の場で真相解明する用意があるかと質問。佐藤総理は政府が言論や出版が抑圧されないよう配慮すべきとだけ述べ、真相解明に関する答弁は避ける[22]。
- 2月22日 民社党の塚本三郎が同月28日、国会で発言することが決まると、「1週間以内に立ちのかないと火をつけるぞ」などの脅迫電話がかかる。その後も事務所や自宅に「ばかやろう、殺してやる」などの脅迫の電話がかかる。塚本の家族は身の安全のために、自宅を出て、避難する。
- 2月23日 衆議院予算委員会で、日本社会党の赤松勇が藤原弘達、内藤国夫、「しなの出版」（『これが創価学会だ』の最初の出版元）の社長を証人喚問することを要求。
- 2月25日 予算委員会で、民社党の麻生良方が特別調査委員会に、取り次ぎの代表として「日本出版取次協会」の代表、出版社の代表として「日新報道」出版部の代表、潮出版社の代表、著者で藤原弘達の4人を参考人として招致することを提案。
- 2月26日 日本書籍出版協会が「もし自己に不利であるとの理由によって（……）その出版目的の実現を妨げる事実があるとすれば、これは憲法が保障する言論・出版の自由を抑圧し、民主主義の大義を傷付けるものである」[31]「今日までに出版界が蒙った類似の苦い経験に照らして（……）出版の妨害、阻止あるいは歪曲が二度と繰返されないようひろく各界に要請する」[32][33]等とする声明を発表した。
- 2月26日 『読売新聞』が「議員“脅迫”問題を究明せよ」との社説。
- 2月28日 民社党の塚本三郎が衆院予算委員会で池田大作の証人喚問を要求[8]。
- 3月17日の「出版妨害問題真相究明議員集会」において、日本共産党の書記局長（当時）不破哲三は「当事者以外にだれも知らないはずの交渉開始と共に電話妨害が止み、だれも知らないはずの交渉決裂の直後に電話妨害が再開されたことを見ると、これがいかに組織され、統制されたものであるかがわかる」という旨の指摘している。

### 出版業界が声明を出す
- 3月 「日本出版物小売業組合全国連合会」が「創価学会（公明党）の圧力は、われわれ業界人として黙視することのできない重大問題である」、「言論・出版・表現の自由に対する圧迫というだけでなく、出版物の流通過程にまで干渉することによって出版文化の一翼をになうわれわれ販売業者の自由をまで阻害せんとしたものである。」、「真相を糾明し、弾圧に反対するとともに、出版販売ならびに営業の自由を擁護するという書店人としての態度を闡明しなければならない」との声明文を発表。
- 大手出版社のほとんどが加盟している「日本書籍出版協会」が「（出版妨害の）核心をなす事実はもはや覆い難いまでになっている」との声明を発表[要出典]。
- 「出版労協」、「新聞労連」とか「マスコミ共闘」などの出版報道関係の労働者団体も、事件について声明を発表。
- 3月 民社党の春日一幸委員長、宗教団体の政治進出に対しての規制を求める質問（『宗教団体の政治的中立性の確保等に関する質問』）を内閣・自民党に提出。これに佐藤内閣は法的規制に不賛成である旨の回答をする。
- 3月13日 『週刊朝日』（昭和45年3月20日号）が、藤原弘達が秋谷栄之助らとの対話を録音したテープの内容を掲載。しかし創価学会側はこの号の『週刊朝日』を発売と同時に10万部以上買い占めたという。[34]
- 3月14日 『朝日新聞』が「出版妨害問題の究明を要求する」との社説。
- 3月16日 『毎日新聞』が「“言論・出版の自由”究明を」との社説。

### 関係者を集めた有志議員の集会
- 3月17日 証人、参考人の招致が結論が出ない中、社会党、民社党、共産党の有志議員による、「言論出版妨害真相究明の議員集会」が行なわれ、藤原弘達、内藤国夫、「日新報道」の綿抜社長、皆川編集長、植村左内、隈部大蔵、エール出版の関係者ら計8人の参考人の意見陳述が行なわれる。公明党の浅井美幸国対委員長が「今日の集会は出席者が言いたい放題を言う一方的な集会に終始し、全く価値がなく、批判に値しない」との談話を新聞で発表。
- 3月19日 『読売新聞』が「出版妨害問題の真相究明を」との社説。
- 3月20日 赤松勇、麻生良方、不破哲三、塚本三郎から真相究明のためになされていた、証人の喚問要求、参考人の出頭要求、調査特別委員会の設置要求が自民党・公明党の反対で「議院運営委員会」の理事会で合意されず却下される。
- 4月8日 日本共産党の谷口善太郎議員が、「宗教団体の政治活動に関する質問主意書」を国会に提出。創価学会の宗教的施設を国立として建てるという「国立戒壇」という教義が憲法第20条3項および憲法第89条に違反しているかどうかを質問。
- 4月15日 赤松勇議員が民社党・日本社会党・共産党からの動議として、関係者の一人として、池田大作創価学会会長を証人喚問するよう要請する。
- 4月28日 創価学会が「宗教団体の政治活動に関する質問主意書」に対する答弁書を提出。「本門戒壇（国立戒壇）とは、本尊をまつり、信仰の中心とする場所のことで、信者の総意と供養によって建てられるべきもの」、「現在、建設中の正本堂が、本門戒壇であり、建立の当事者は信徒であり、宗門の事業として行うのであって、国家権力とは無関係である」という旨を述べる。

### 池田の公式謝罪
- 5月3日 日本大学講堂（旧両国国技館）に報道関係者、文化人を多数招いて行なわれた創価学会第33回本部総会において池田大作は「言論妨害という意図はなかった」と弁明しつつも「結果として言論妨害と受け取られ、関係者の方々に圧力を感じさせ、世間にも迷惑をおかけしてしまった」と謝罪。「国立戒壇」の教義を撤回、創価学会と公明党の政教分離などを公約する。
- 5月4日 『聖教新聞』が「学会と公明党の関係、明確に分離の方向」との記事を掲載。
- 5月 「出版妨害問題真相究明議員集会」の模様をまとめた『私は証言する』（日新報道）が出版される。

## 法的問題
1970年の国会では「言論出版妨害事件」に関する法的問題についていくつかの質疑がなされた。

### 出版に関して
- 「言論・出版の自由」について
  - 佐藤栄作総理（当時）は「ただ出版するだけでなく、頒布まで含めての自由」
  - 内閣法制局は「言論、出版その他一切の表現の自由」の憲法に規定は、印刷の方法、その他の言論の方法、発表することに加え、他人にそれが伝達される自由、これも含まれていると一般的に解釈されている」、[6] また、「『言論、出版その他一切の表現の自由』とは、国政の権力に対しての自由を指す」、「私人間の間で『言論、出版その他一切の表現の自由』が侵害された場合のために、民事上の責任、刑事上の責任を追及するための法の規定が整備されている。」[35]
- 出版妨害について
  - 内閣法制局長官は「国政の権力が、国法上禁止されていない出版物の頒布を妨害することは憲法に違反する」
  - 公正取引委員会委員長は「広告業界が横に連絡をとって、正当な理由なしに、特定の業者を排斥(ボイコット)することは不公正な取引方法となる。」、「自分の競争者を排除・妨害するために、ある事業者がその地位を利用して、相手方に取引の条件をつけたり、拘束を加えることは不公正な取引に該当する恐れがある」[6]
- 取り次ぎ業者が相共同して特定の本の取り次ぎを不当に断わったり、本来取り次ぐべき正当な価値のある書物を不当な理由によって断わった場合について
  - 文部大臣（当時）坂田道太は、「言論・出版の自由に抵触する恐れがある」と答弁、公正取引委員会事務局長は、「独占禁止法に違反する疑いがある。」[36]
  - 公正取引委員会事務局長は、「かなりのシェアを持つAという出版社が、正当な理由もなく、ある取り次ぎ店に対して、もし自分の競争相手であるB出版の本を扱うならば、取引をしないと圧力をかけることで、公正な競争が阻害されるならば、独禁法上の不公正な取引方法に該当する恐れがある。」[36]
- 編集長の名をかたって印刷所に行って本の刷り直しを命ずることについて（1969年11月4日に実際に起こった。#事件の経過の節を参照）
  - 法務省の刑事局長は「偽計による威力（業務）妨害になる場合が多いだろうと思います。」[7]

### 宗教活動に関して
- 日本共産党の松本善明議員の質問に対して文化庁文化部長は「宗教法人は主たる目的が宗教活動なので、宗教法人である限り、その活動のすべてが政治活動になる（宗教法人法第二条の主たる目的がすりかわる）場合は宗教法人法第二条[※ 18] 規定に照らし、許されない。」[37] の規定に違反する」。法務省刑事局刑事課長も同様の認識であると答弁した[37]。

## 政府の対応
- 佐藤榮作内閣総理大臣
  - 「言論・出版の自由は憲法上保障された権利であり、政府としては、言論や出版が不当に抑圧されることのないよう十分配慮をしなければならない」
  - 言論出版妨害の問題については、「現にこうして（出版妨害されたとされる本が）国会に出されており、自分自身も手に入れた本もあるので、"言論・頒布の自由が全部抹殺されたと"という言い方は少しオーバーじゃないだろうか」[29]
  - 自民党の田中幹事長の介入については、「事前に相談はなかった」「余計なおせっかいをしたと考えているが、圧迫という問題とは思わない」[35]
  - 「公明党あるいは創価学会も、検閲はしているわけではないだろう」「事実が違うとか、自分たちに非常に不利益だということが目につけば、そこを直してくれとか、ただいまのような話（創価学会という名前だけは変えてほしいと要請された）をするのはあたりまえだろうと思います」[8]
  - 「この言論の問題を国家権力で追及することは危険である」旨の見解を示した[8]。
  - 事件の真相究明に関しては、「政府自身に責任のある問題なら責任を持って答えられるが、私人間の問題について政府が述べるわけにはいかない」「裁判所で扱うべき問題ではないか」
  - 参考人招致・証人喚問については、「満場一致であることが望ましい」「数で無理をして決定するべきでない」[5][22]
- この問題についての取り組み
  - 小林武治法務大臣は「人権侵害を受けているという申告あるいは要請が今までない」「出先当局（全国の法務局内の人権擁護部、地方法務局内の人権擁護課など）において調査を始めるに足るような端緒を得ていないと聞いており、調査をしたという報告を受けていない」と述べた[8]。
  - 川島一郎法務省人権擁護局長は「非常に大きな形で取り上げている問題なので、資料は集め、情報収集は行っているが、人権擁護機関として取り扱うことが適当であるかどうかということは、現在の段階では自信がないので、しばらく情報の収集にとどめて今後の推移を見たい」と述べた[37]。

## 事件に対するその後の評価

### 最近の創価学会側の見解
- 池田大作は 1995年、田原総一朗とのインタビューでは言論問題について「大失敗です。ただ、われわれが命をかけて信奉するものを侮辱された、熱心に真面目にやっている庶民が愚弄された、そういう仕打ちにあえば、怒りたくなるのは当然でしょう」と述べたうえで「教義を守るためにも、真剣すぎた。もちろん言論や表現の自由ありますし、それなりに尊重しなければならない。つまり、学会も当時はあまりにも若かった」「ともかくも責任は私にあります」としている[38]。
- 2001年9月19日付の『産経新聞』でのインタビュー記事で池田大作は「許せなかったのは、学会婦人部に対して、口を極めて侮辱したことだ」「政治評論家として名を売っている人（藤原弘達）が、真剣に宗教を持っている人をそこまで誹謗するのは許せなかった」「信仰心は純粋なものだ。純粋であればあるほど、侮辱のつくり話などに反発し、怒るのは当然だろう」などと述べているが、ジャーナリストの段勲は『創価学会を斬る』に創価学会の婦人部を侮辱した箇所はないと述べている。創価学会「言論弾圧」の系譜[39]。
- 2005年10月に出版された池田大作の自伝的著作『新・人間革命』（第14巻「烈風」の章）では事件について、「衆院選前に、藤沢達造（藤原弘達の仮名）の本とともに、学会の批判本が次々と出されたのだ。暗黒の嵐が吹き荒れ、伸一（池田氏の仮名）を倒さんとする、攻撃の毒矢が放たれたのであった。」「学会の一部のメンバーが、批判書の著者などに、要請や抗議を行ったことは確かである。伸一は、もし、そこに行き過ぎがあれば、会長である自分が、非は非として謝ろうと思っていた。」「あくまでも要請を伝えたにすぎず、その言い方も丁重であり、妨害の意図など全くなかった。だが、出版前に接触したということ自体が問題にされたのだ。ということは、事実と異なる屈辱的なことを書きたい放題書かれ、名誉や人格が傷つけられることがわかっていても、事前には、なんの対応もできないことになる。おかしな話ではある。だが、事前に接触したことが攻撃の口実にされ、言論を抑圧したかのような誤解を社会に与えてしまったのだ。社会性のうえから、慎重に配慮し、より適切な対応をすべきではなかったか。」などと述べている。

### 評論家・加藤周一の見解
- 日本の評論家である加藤周一は、1970年8月号の「潮」に「丁丑公論私記」という論文を発表し、公明党のいわゆる言論抑圧事件について、マスコミに対する反対意見を述べた。
- 「丁丑公論」とは、福澤諭吉の著書のひとつ。正式名称は、「明治十年 丁丑公論」。1877年の西南戦争の直後に脱稿され、1901年2月1日から2月10日まで時事新報紙上に掲載された。内容は西南戦争で明治新政府に反抗した西郷隆盛を弁護するものである。政府が西郷の官位を剥奪した途端、新聞が一斉に非難を始めたことに対して、「新聞記者は政府の飼犬に似たり」と述べて、「西郷に私怨あるものかと疑はるる程」、新聞の論調が誹謗中傷の一色になったこと、それに迎合する世論に対して反論を展開する。
- 論文の中で、加藤は「挙世滔々として、日頃役者や人気歌手の私事の報道に専念してきた週刊雑誌さえも、決然起って「自由の敵」を糾弾するかの如く、その状あたかも、福沢流にいえば、公明党に「私怨あるか」の如くであった。」と述べる[40]。
- 加藤は、マスコミや世論が「公明党を弾劾すべし」との姿勢に反対する理由を、「公明党を支持するからではない。況や同党との間に個人的なつながりをもつからではない。（私は公明党の誰にも会ったことさえない）この結論に反対する理由は、今日の日本国における「言論表現の自由」の侵害の状況そのものであり、それだけである。」としている[40]。
- また「「言論表現の自由」の侵害、または少なくともその圧迫は、わが国において新しいことでもなく、また公明党に限ったことでもない。」と述べる[40]。

### 佐藤優の見解
- 作家の佐藤優は「池田大作研究」の第７章「創られたスキャンダル」で、言論出版問題について言及。「創価学会を斬る」が６９年１２月の衆議院総選挙の１カ月前に発行されたことから、公明党に対する選挙妨害の意図があったと指摘する。
- 「創価学会を斬る」の中で、藤原は「創価学会がナチスの手法を踏襲する団体である」との見解を示しているが、佐藤は「印象操作に過ぎない」と指摘する。また、創価学会員を「狂信者の群れ」となどと揶揄する内容にも触れ、「現代の基準では憎悪（ヘイト）言説に該当する」としている。
- また、志垣民郎の「内閣調査室秘録」を引用し、藤原弘達が内閣調査室から数多くの接待を受けている事実を指摘した上で、「藤原が中立的な評論家ではなく、政府の意向を体現する工作に組み込まれた有識者であったことは、言論問題を考察する際に無視できない要因」としている。

### 批判的な層の見解
- 池田大作の元側近・元幹部らの当時についての証言や、創価学会・公明党のその後の言動から、池田は本当に反省していたわけではなく、その場しのぎの謝罪をしただけ[※ 19] で、現在まで、依然として批判活動を妨害する体質があり、創価学会と公明党の「政教一致」の実体も変わっていないという批判がある。
- 池田大作の元側近で創価学会の教学部長を務めていた原島嵩は池田から批判本を書いた者に対して「仇を打て」と言われたと語っている[41]。
- 言論出版妨害事件は一部の学会員が自発的に起こしたものが拡大した（黒幕の存在はない）とされているが、池田大作の元側近・元幹部の証言では当事件の黒幕が池田大作であると証言した。証言によれば『創価学会を斬る』出版の情報を得た池田大作は幹部たちに「このごろ学会を批判する出版物が出るという。これらが市中に回れば大変なことになる。どんな手を使ってもよい。全力で出版を阻止せよ」と命じたという。[42]。
- 言論出版妨害事件後も宮本顕治宅盗聴事件、携帯電話通話記録窃盗事件など言論、出版に対する妨害工作や事件を起こしており共産党の機関紙「赤旗」などでは創価学会に対する批判が掲載されている。

- 随筆『新・人間革命』を始め創価学会系列のメディアで“事件は創価学会・公明党を貶めるための意図的な攻撃”と主張しているのは、年月が経ったことに乗じて、歴史を改竄するものだという批判がなされている[43][44][45]。
- 言論出版妨害事件以降も創価学会は、月刊ペン事件、携帯電話通話記録窃盗事件、宮本顕治宅盗聴事件等とりわけ日本国憲法第21条にて保障されている言論の自由、表現の自由、通信の秘密に抵触する事件を組織としてたびたび起こしている。
- TBSの対談番組『時事放談』を池田が体調不良で多忙という理由で欠席した理由において池田は後に学会の批判本を賞賛した小汀が対談相手の一人と知り出演を見合わせた旨のコメントをしている。また当時の自民党幹事長田中角栄が池田に番組へ出演しないよう要請したという話も出ている。

## CIAの関与
2023年にCIAが公開した文書には、この事件にはCIAの関与があったことが記されている。当時中国との国交樹立問題は世界中の国々の課題であった。そんな中、日本国内でも様々なところで日中国交正常化の動きがあった。1968年9月8日、第十一回創価学会学生部総会における講演で、当時会長だった池田大作が中華人民共和国の正式承認と日中国交正常化、中国の国連加盟などを提言すると、中国の機関紙は翌日、一面トップでこれを報じるなど、日中両国で国交正常化の機運が一気に高まった。日本より先に中国との国交樹立を行いたいアメリカにとって池田の発言は米中国交樹立の障害となったばかりか、池田や創価学会が日本国内で共産主義と手を結ぶのではないかという危機感さえ産んだ。上記事情より日本国内における日中国交正常化の動きを鈍化させる必要や日本国内での共産勢力拡大を阻止する必要性があったCIAは日本の共産党にいるCIAのスパイを使い創価学会が書籍の出版、流通を阻止するために著者、出版社、書店等に圧力をかけていた情報をリークした。CIAは米中国交樹立までの時間稼ぎ程度に考えていたが、日本国内での反響はCIAの想像以上に大きく、日本国内では一時期日中国交正常化のトーンが縮小、池田がマスコミの前でこの騒動を謝罪するまでに至った。その結果アメリカは日本より先に中国との国交樹立を成し遂げることに成功、創価学会と共産党はこれ以降不仲となった。

## 妨害を受けた著者とその著作
- 梶山季之
  - 『小説・創価学会』（女性雑誌に連載 1965年7月5日）
- 森ごろう
  - 『創価学会をあばく』（日本出版センター）
- 竹中信常
  - 『創価学会―その性格と活動』（労働法学出版 1967年）
- 植村左内
  - 『これが創価学会だ - 元学会幹部43人の告白』(しなの出版1967年、あゆみ出版社1970年)
- 内藤国夫
  - 『公明党の素顔』(エール出版社 1969年)
- 隈部大蔵
  - 『日蓮正宗・創価学会・公明党の破滅 - 日蓮正宗 危険な宗教・政党の体系的解剖』（あゆみ出版社1970年）ペンネーム“隅田洋”名義
  - 『現代のさまよえる魂 - 釈尊と邪教の対話』（あゆみ出版社 1970年）
  - 『創価学会・公明党の解明』（展望社1969年、太陽出版1970年) ペンネーム“福島泰照”名義
- 藤原弘達
  - この日本をどうする2『創価学会を斬る』（日新報道 1969年）
- 塚本三郎
  - 『公明党を折伏しよう』(名南経済振興会 1969年)
- 大戸惺
  - 『宗教の本質』（1970年）
- また『赤旗』（1969年12月14日号）では藤原弘達の本以外にも出版妨害されたものがあるとして批判した。
- 山田直樹の著書『創価学会とは何か』 新潮社 によれば、「出版妨害に遭遇した事件は分かっているだけで20近く存在する」という[47]。